# Phillips 66
A Phillips 66 Company é uma multinacional americana  com sede em Westchase, Houston, Texas. Estreou como uma empresa independente de energia quando a ConocoPhillips executou uma cisão de seus ativos a jusante e intermediário. Seu nome remonta a 1927 como uma marca comercial da Phillips Petroleum Company. Sendo configurada como Phillips 66 quando foi negociada na Bolsa de Valores de Nova York em 1º de maio de 2012, sob o código PSX. A empresa está envolvida na produção de líquidos de gás natural (LGN) e petroquímicos. A empresa possui aproximadamente 14.000 funcionários em todo o mundo e atua em mais de 65 países. Phillips 66 está classificada como 23º na lista da Fortune 500 e em 67º na lista da Fortune Global 500 de 2018. Em 2022, a empresa figurou na vigésima-nona posição no ranking que reúne as 500 maiores empresas dos EUA.

## História
A Phillips Petroleum Co. foi fundada por Lee Eldas "LE" Phillips e Frank Phillips de Bartlesville, Oklahoma, e incorporada em 13 de junho de 1917. A nova empresa tinha ativos de US $ 3 milhões, 27 funcionários e terrenos em Oklahoma e Kansas. Após a descoberta de um campo de gás de Panhandle, no Texas, em 1918, e do campo de Hugoton, ao norte do Kansas, a Phillips se envolveu cada vez mais no setor de gás natural em rápido desenvolvimento. Em particular, a empresa se especializou na extração de líquidos de gás natural e, em 1925, era o maior produtor de líquidos de gás natural do país. Em 1927, a gasolina da empresa estava sendo testada na US Highway 66, em Oklahoma. Quando o carro atingiu a velocidade de 106 km/h, a empresa decidiu nomear o novo combustível para Phillips 66 .
A primeira estação de serviço Phillips 66 foi inaugurada em 19 de novembro de 1927, na 805 E., Central Street, em Wichita, Kansas. Esta estação ainda existe, preservada pela sociedade histórica local. A primeira estação de serviço foi construída no Texas e inaugurada em 27 de julho de 1928, na esquina da rua 5 com a Principal na Turquia, Texas e em janeiro de 2019 foi reconhecida pela Comissão Histórica do Texas como um marco histórico do Texas. Uma cerimônia para revelar o Marco Histórico Estadual está prevista para abril de 2020.

### Logotipo
O logotipo da Phillips 66 é vinculando à US Route 66 e foi introduzido em 1930 em um esquema de cores preto e laranja que durou quase trinta anos. Em 1959 a Phillips substituiu essas cores por vermelho, branco e preto, que ainda estava em uso.

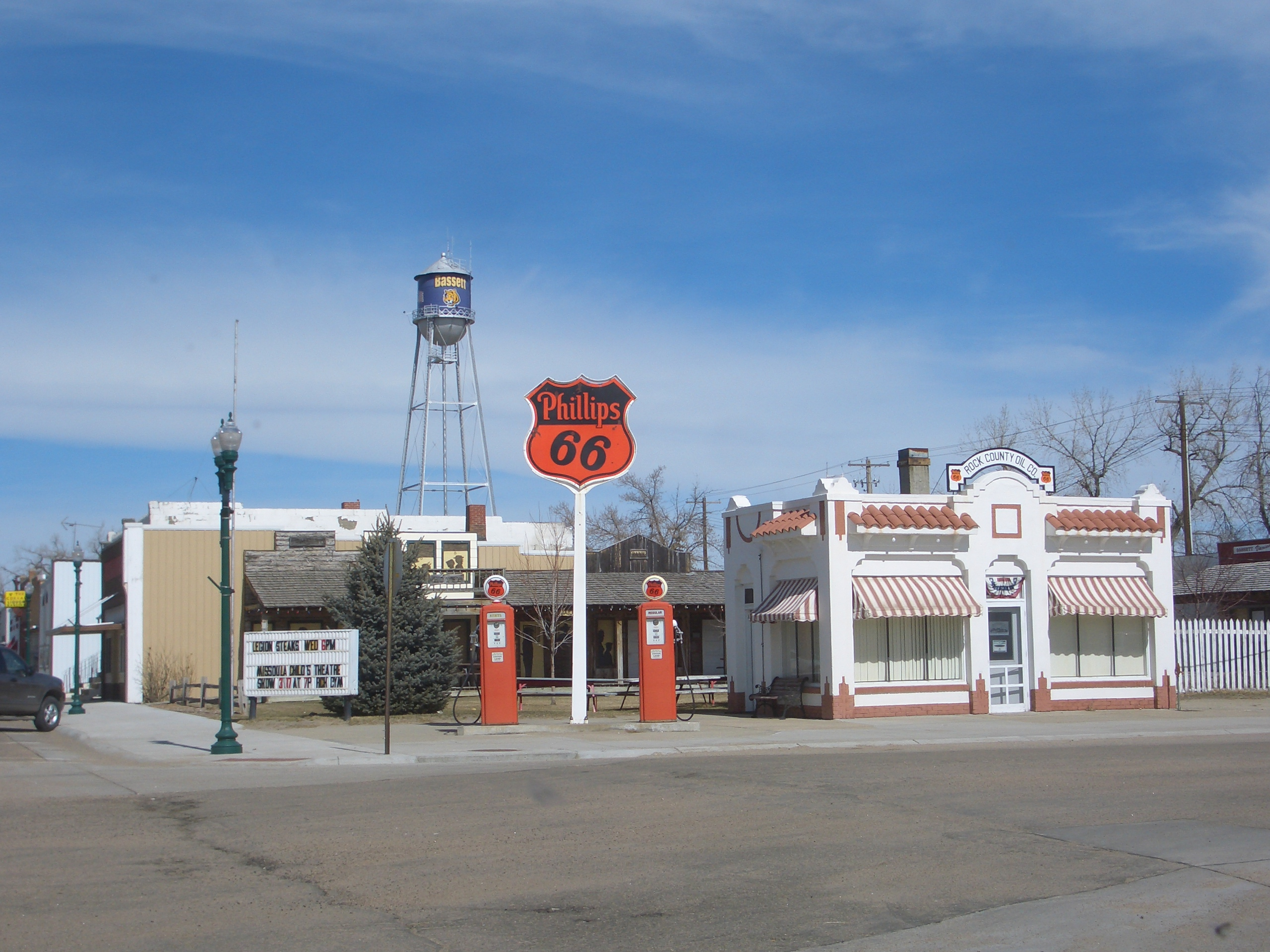
Estação Phillips 66 à moda antiga em Bassett, Nebraska

Do final da década de 1930 até a década de 1960, a Phillips empregou enfermeiras registradas como "recepcionistas de rodovias" que faziam visitas aleatórias às 66 estações da Phillips em seus distritos. As enfermeiras inspecionavam as instalações do banheiro da estação para garantir que estavam limpas e abastecidas com suprimentos. Eles também serviram como concierges, espalhando boa vontade para a empresa, ajudando os motoristas a identificar instalações adequadas para refeições e hospedagem. (A Union 76 empregava recepcionistas semelhantes, chamadas de "Sparkle Corps". )

### Óleo de motor
Phillips foi uma das primeiras empresas de petróleo a introduzir um óleo de motor multi-grau, o TropArtic, em 1954. Esses óleos de motor foram projetados para serem usados o ano todo, em oposição a classes individuais para as quais diferentes classes de óleos de motor foram recomendadas para atender às variações climáticas.

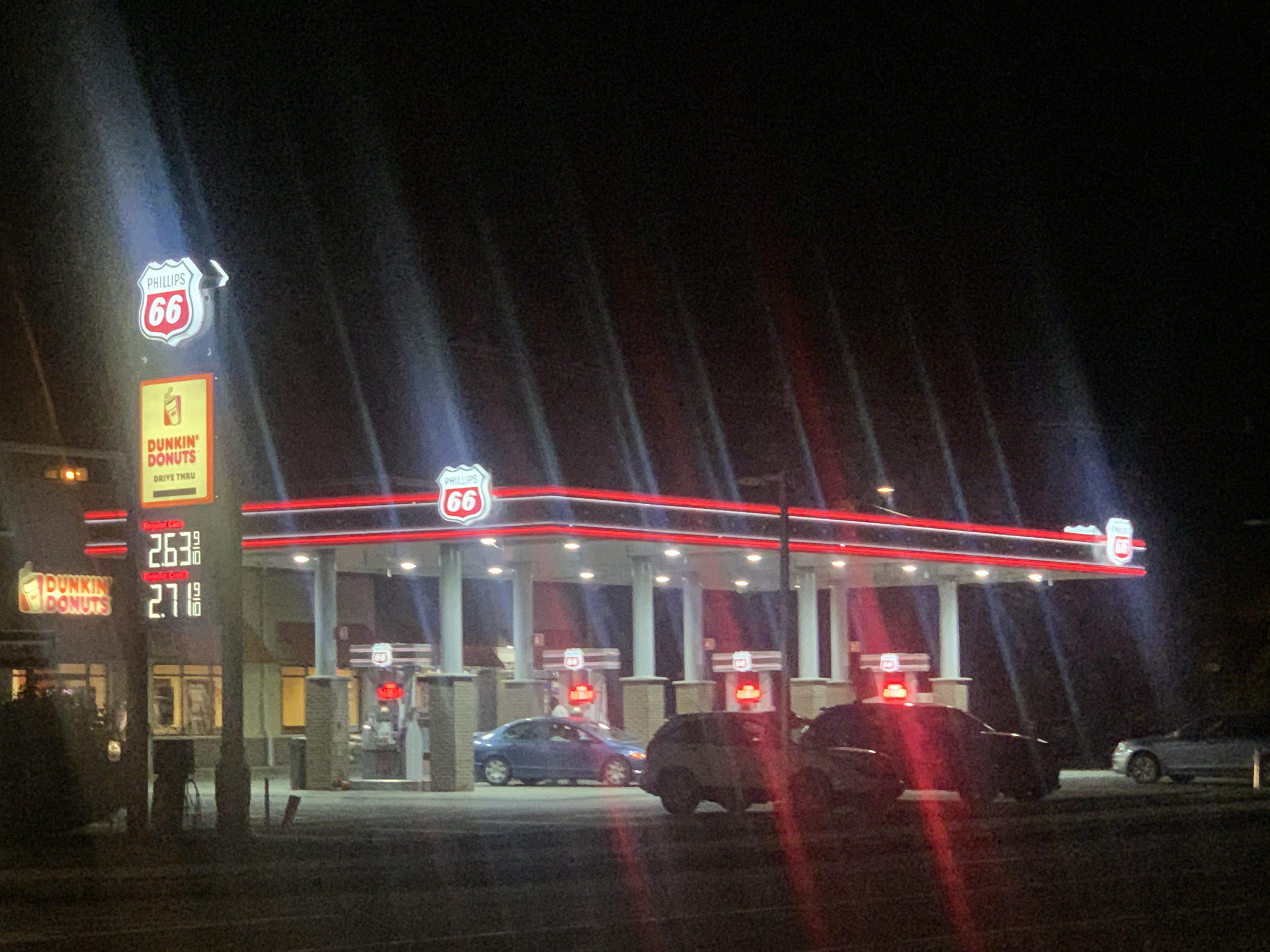
Imagem do escudo Phillips66 pela Gas Land Petroleum

### Posto de gasolina
Phillips também teve postos de gasolina no Canadá e nas províncias ocidentais de Alberta, British Columbia, Manitoba e Saskatchewan, sob o nome Pacific 66 até final de 1970. Em 1932, a marca 76, conhecida há muito tempo no oeste dos EUA, foi criada pela Union Oil Company da Califórnia (viria mais tarde a ser conhecida como Unocal). Em 1946, a Phillips comprou a Wasatch Oil Co., com sede em Utah, levando a marca Phillips 66 para os estados do norte das Montanhas Rochosas e para as partes do leste do Oregon e Washington. Em 1966, Phillips entrou no mercado da Costa Oeste comprando as propriedades de refino e comercialização da Tidewater Oil Co. naquela região, renomeando todas as distribuições e estações de serviço Flying A para Phillips 66.
Em 1967, a Phillips se tornou a segunda maior empresa de petróleo do país, depois da Texaco. Vendendo e comercializando gasolina em todos os 50 estados e abrindo uma estação Phillips 66 em Anchorage, no Alasca. No entanto, o experimento em 50 desses estados teve vida curta.

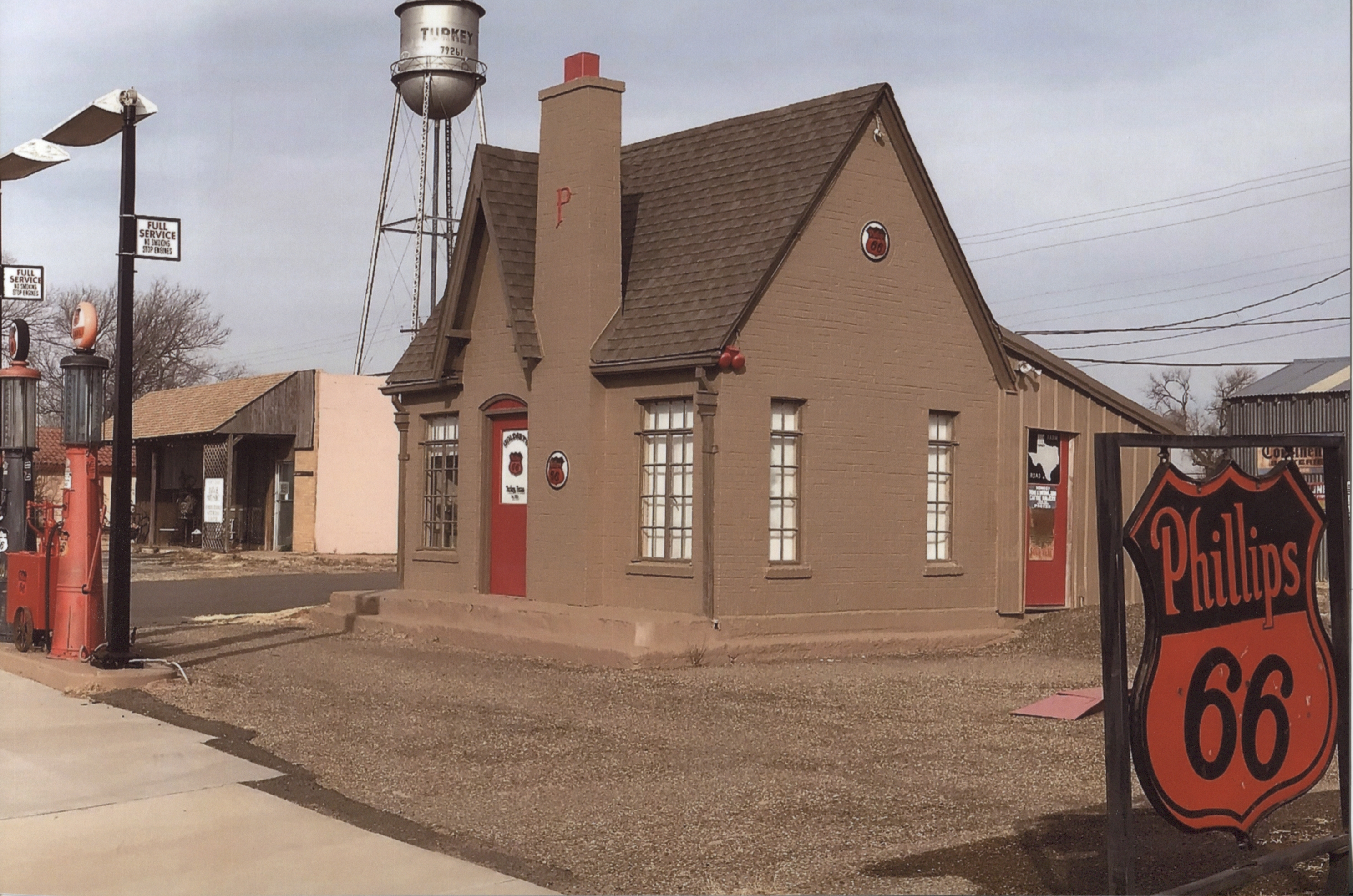
Estação de serviço Phillips 66 restaurada em 1928, na Turquia, Texas. A primeira estação de serviço Phillips 66 construída no Texas

A empresa retirou-se do mercado de gasolina no nordeste dos EUA em 1972 e vendeu as antigas propriedades em Tidewater, na costa oeste para a The Oil & Shale Corporation (Tosco) em 1976. Hoje, a Phillips 66 opera principalmente no Centro-Oeste e no Sudoeste. Nos últimos anos, as marcas 76, Philips 66 e Conoco começaram a aparecer novamente nos mercados orientais, incluindo a região metropolitana de Nova York, por meio de um contrato de licenciamento com a Motiva Enterprises .

### Fusões
Phillips 66 criou uma joint venture (união de duas empresas) com a Chevron Corporation em 2000 e também adquiriu a ARCO Alaska Inc. da British Petroleum . Adquiriu a Tosco, que incluía lojas de conveniência Circle K e gasolina Union 76, em 2001. A Marca 76, há muito familiarizada no oeste e no sul dos EUA, foi criada pela Union Oil Company da Califórnia (mais tarde Unocal ) em 1932. Em 1983, a Phillips Petroleum comprou a General American Oil Company dos proprietários Algur H. Meadows, Henry W. Peters e Ralph G. Trippett.
Em 2002, Phillips 66 se fundiu com a Conoco para formar a ConocoPhillips . A empresa resultante da fusão continuou a comercializar gasolina e outros produtos sob as marcas Phillips 66, Conoco e 76. No entanto, a Phillips 66 Company licenciou a marca Phillips 66 para a Suncor Energy por suas estações da marca Phillips 66 no Colorado.

### Marketing

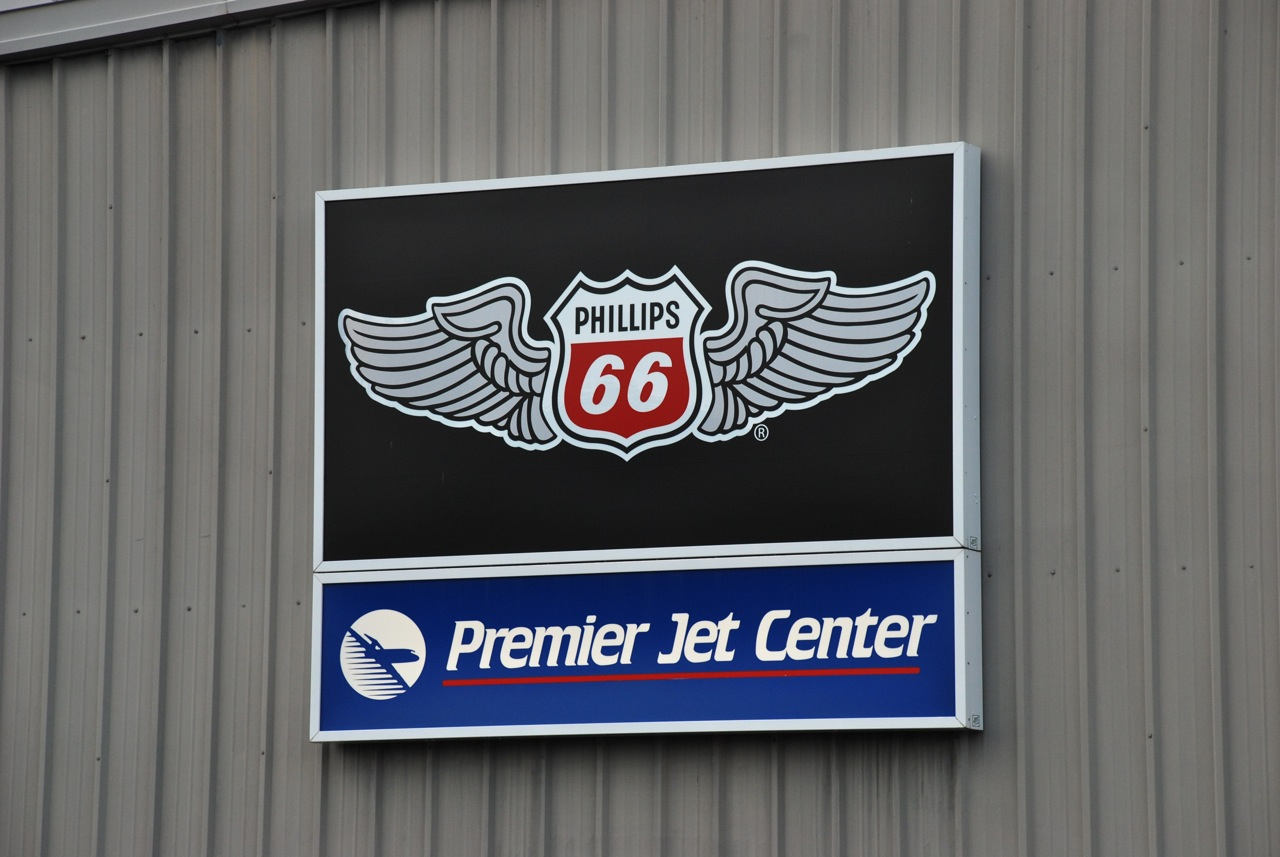
Versão com asas do logotipo usado para postos de combustível de aviões domésticos, vistos em Hillsboro, Oregon

Em 1973, a Phillips começou a se chamar "The Performance Company", promovendo inovações com materiais asfálticos, fertilizantes e outros produtos não automotivos, além dos produtos automotivos tradicionais. Outros slogans incluem: "Vá na primeira classe. . . . Go Phillips 66 ";" A gasolina que venceu o Ocidente ";" Coisas boas para os carros e as pessoas que os dirigem; "" Gás muito trabalhado; "e" Na Phillips 66, é o desempenho que conta. " O slogan atual (de julho de 2015) é "Orgulhoso por estar aqui". O slogan de 2016 será "The Power of 2" após a reclassificação de suas marcas para Phillips 66 ou Kendall.
Phillips 66 patrocinou a programação da PBS durante os anos 80. Financiou o AM Weather ; A busca de soluções ; e Onstage with Judith Somogi .

### Subproduto
Em 2012, a Phillips 66 foi desmembrada da ConocoPhillips .

### Comércio de Berkshire Hathaway
Em 30 de dezembro de 2013, foi anunciado que a Berkshire Hathaway negociaria mais de 19 milhões de suas 27,2 milhões de ações da Phillips 66 para adquirir um negócio que produz aditivos que ajudam o fluxo de petróleo nos oleodutos. O número final de ações será determinado quando o negócio realmente fechar.

### Cisão de gasodutos naturais
Em 17 de fevereiro de 2015, a Phillips vendeu dois sistemas de tubulação de gás natural para sua afiliada, a Phillips 66 Partners por US $ 1,01 bilhão em dinheiro e ações.

## Operações
Nos Estados Unidos, a empresa opera Conoco, Phillips 66 e 76 estações. Na Europa, a Phillips 66 opera estações de abastecimento da Jet na Áustria, Dinamarca, Alemanha, Suécia e Reino Unido. Vendeu suas estações da Jet na Bélgica, República Tcheca, Finlândia, Hungria, Polônia e Eslováquia para sua afiliada russa, Lukoil. Ela usa a identidade Coop na Suíça. A empresa é o quarto maior fornecedor de lubrificantes nos Estados Unidos.
A Phillips 66 possui 13 refinarias com uma capacidade líquida de petróleo bruto de 2.2 milhões de barris por dia, 10.000 pontos de venda e 15 000 milhas (24 000 km) de gasodutos. Possui 50% de participação na DCP Midstream, LLC, coletores e processadores de gás natural com 7.2 bilhões de metros cúbicos por dia da capacidade de processamento. Também possui 50% de participação na Chevron Phillips Chemical Co.
A Phillips 66 também possui uma participação de um quarto na controversa Dakota Access Pipeline .
| País           | Nome                         | Localização                   | Fator de complexidade de Nelson | Capacidade de processamento de petróleo bruto ( MBD ) |
| -------------- | ---------------------------- | ----------------------------- | ------------------------------- | ----------------------------------------------------- |
| Estados Unidos | Refinaria de Wood River *    | Roxana, IL                    | 9,8                             | 305                                                   |
| Estados Unidos | Refinaria de Alianças        | Belle Chasse, LA              | 12,0                            | 247                                                   |
| Estados Unidos | Refinaria de Sweeny          | Old Ocean, TX                 | 13,2                            | 247                                                   |
| Estados Unidos | Refinaria de Bayway          | Linden, NJ                    | 8,5                             | 238                                                   |
| Estados Unidos | Refinaria de Lake Charles    | Westlake, LA                  | 10,2                            | 239                                                   |
| Estados Unidos | Refinaria da cidade de Ponca | Ponca City, OK                | 9,8                             | 210.                                                  |
| Estados Unidos | Refinaria de Borger *        | Borger, TX                    | 12,3                            | 146                                                   |
| Estados Unidos | Refinaria de Los Angeles     | Carson, CA / Wilmington, CA   | 14,1                            | 139                                                   |
| Estados Unidos | Refinaria de São Francisco   | Rodeo, CA / Arroyo Grande, CA | 13,6                            | 120                                                   |
| Estados Unidos | Refinaria de Ferndale        | Ferndale, WA                  | 7.4                             | 100                                                   |
| Estados Unidos | Refinaria de Billings        | Billings, MT                  | 14,3                            | 58.                                                   |
| Reino Unido    | Refinaria de Humber          | North Lincolnshire            | 11,6                            | 221                                                   |
| Alemanha       | Refinaria MIRO *             | Karlsruhe                     | 7,9                             | 58.                                                   |

* Indica empreendimentos conjuntos. A capacidade bruta reflete essa proporção.
As refinarias da Phillips 66 em Los Angeles (CA), Lake Charles (LA), San Francisco (CA) e Sweeney (TX) recebem e processam petróleo bruto da bacia do rio Amazonas na América do Sul. Em 2015, a refinaria de Los Angeles produzia 21.512 barris por dia de petróleo na Amazônia.

## Assuntos Corporativos
Em 2012, depois que a Phillips 66 se separou da ConocoPhillips,e mudou as operações que eram da sede da ConocoPhillips para o prédio da Pinnacle Westchase, um prédio de escritórios classe A de nove andares, localizado em 3.40 hectares de terras em Westchase, Houston. Este era um local temporário da sede.
Em julho de 2016, a Phillips 66 concluiu sua mudança para uma nova sede permanente em um terreno de 5,66 hectares em Westchase. A nova sede fica entre Westheimer Road e Briar Forest, nas proximidades do Sam Houston Tollway. A Phillips comprou a terra de uma subsidiária do Thomas Properties Group. O arquiteto do registro é HOK . A inovação oficial foi em novembro de 2013 e a abertura foi concluída dentro do cronograma. A sede de 1,1 milhão de metros quadrados inclui espaços para conferências, instalações médicas, instalações de serviços de alimentação, espaço recreativo ao ar livre, um ginásio com quadra de basquete e instalações de treinamento. A irrigação do paisagismo ao ar livre é feita através de um sistema de água recuperada. O novo campus abriga 2.200 trabalhadores, espalhados por seis locais diferentes de Houston, incluindo a sede da ConocoPhillips, onde várias centenas de trabalhadores da Phillips 66 permaneceram após a cisão.

Em 04 de agosto de 2015, foi anunciado que a empresa formou uma "parceria a longo prazo" com a associação de futebol Inglesa do clube Leamington FC. O acordo envolveu, entre outras coisas, a renomeação do terreno do clube de "The New Windmill Ground" para "The Phillips 66 Community Stadium".